# Mạnh Vãn Chu
Mạnh Vãn Chu  (tiếng Trung: 孟晚舟; bính âm: Mèng Wănzhōu; sinh ngày 13 tháng 2 năm 1972), tên tiếng Anh là Sabrina Meng hoặc là Cathy Meng, là một giám đốc kinh doanh người Trung Quốc. Bà là phó chủ tịch hội đồng quản trị kiêm giám đốc tài chính (CFO) của công ty tư nhân lớn nhất Trung Quốc, công ty viễn thông Huawei do cha của bà là ông  Nhậm Chính Phi thành lập.
Vào ngày 1 tháng 12 năm 2018, bà Mạnh đã bị bắt giữ tại Canada theo yêu cầu của chính phủ Hoa Kỳ vì cáo buộc lừa đảo nhiều tổ chức tài chính. Vụ bắt giam bà ta đã gây ra một "cú sốc" rất lớn cho cả Trung Quốc và nó được xem là một trong những nguyên nhân khiến cho Tổng thống Mỹ Donald Trump phát động chiến tranh thương mại với Trung Quốc.

## Tiểu sử
Mạnh Vãn Chu sinh ra ở Thành Đô, tỉnh Tứ Xuyên năm 1972, con gái của Nhậm Chính Phi và người vợ đầu tiên của ông là Mạnh Quân. Cô đã nhận họ của mẹ mình khi cô 16 tuổi.
Sau khi tốt nghiệp đại học năm 1992, cô làm việc cho Ngân hàng Xây dựng Trung Quốc một năm trước khi gia nhập Huawei, một công ty khởi nghiệp do cha cô sáng lập, làm thư ký.
Cô học trường cao học năm 1997 để học kế toán và lấy bằng thạc sĩ tại Đại học Khoa học và Kỹ thuật Hoa Trung. Cô chuyển đến Vancouver, Canada và có được quyền thường trú vào năm 2001, từ bỏ vào năm 2009. Mạnh cũng có hộ khẩu thường trú ở Hồng Kông kể từ ít nhất là năm 2011.

## Sự nghiệp
Theo một cuộc phỏng vấn mà cô đã dành cho tờ báo Trung Quốc 21st Century Business Herald, sự nghiệp của bà đã cất cánh sau khi cô trở lại Huawei vào năm 1998 để làm việc trong bộ phận tài chính. Bà giữ các vị trí bao gồm trưởng phòng kế toán quốc tế, CFO của Huawei Hồng Kông và giám đốc phòng quản lý kế toán.
Khi Huawei lần đầu tiên công bố tên của các giám đốc điều hành hàng đầu của mình vào năm 2011, Mạnh đã được liệt kê là CFO của mình. Vào tháng 3 năm 2018, cô được bổ nhiệm một trong bốn phó chủ tịch hội đồng quản trị, làm dấy lên suy đoán rằng cô đang được chuẩn bị để cuối cùng sẽ kế tục cha mình, mặc dù Nhậm đã phủ nhận điều đó. Nhậm Chính Phi đã nói với Sina Tech rằng "không ai trong số các thành viên gia đình tôi có những phẩm chất [phù hợp]" và "sẽ không bao giờ được đưa vào danh sách những người kế nhiệm".
Kể từ tháng 12 năm 2018, Mạnh làm phó chủ tịch kiêm Giám đốc Tài chính của Huawei, Công ty tư nhân lớn nhất Trung Quốc với 180.000 nhân viên. Năm 2017, Forbes xếp bà Mạnh số 8 trong danh sách Nữ doanh nhân xuất sắc của Trung Quốc, trong khi chủ tịch Huawei Tôn Á Phương được xếp thứ hai.

## Bị bắt giữ
Vào ngày 1 tháng 12 năm 2018, khi đang chuyển máy bay tại Sân bay Quốc tế Vancouver trên đường đến Mexico từ Hồng Kông, Mạnh đã bị chính quyền Canada bắt giữ theo yêu cầu dẫn độ của Hoa Kỳ. Các cáo buộc chống lại bà ta đã không được công bố ngay lập tức.

## Trả tự do
Vào ngày 24 tháng 9 năm 2021, Bộ Tư pháp Mỹ thông báo họ đã đình chỉ cáo buộc và rút lại yêu cầu dẫn độ đối với Mạnh Vãn Chu sau khi bà tham gia vào một thỏa thuận hoãn lại truy tố với họ, trong đó bà thừa nhận rằng bà đã giúp trình bày sai lạc mối quan hệ giữa Huawei và công ty con Skycom với HSBC để giao dịch kinh doanh với Iran, nhưng không nhận tội về các cáo buộc gian lận. Bộ Tư pháp sẽ rút lại tất cả các cáo buộc đối với bà Chu khi thời gian trì hoãn kết thúc vào ngày 21 tháng 12 năm 2022, với điều kiện Meng không bị buộc tội trước thời điểm đó. Bà Chu rời Canada vào ngày 24 tháng 9 năm 2021.
Trong vòng vài giờ sau khi có tin về thỏa thuận, hai người Canada,  Michael Spavor và Michael Kovrig, bị bắt ngay sau khi bà Mạnh bị bắt vào tháng 12 năm 2018 đã được phóng thích khỏi nhà tù Trung Quốc và đang trên đường trở về Canada.
Vụ này cũng dẫn đến lo ngại rằng doanh nhân và những người phương Tây khác có thể bị Trung Quốc bắt giữ để dùng làm con bài mặc cả.